# Диюн, Анастасия Александровна
Анастасия Александровна Диюн (1 июня 1992) — российская футболистка, защитница.

## Биография
В детстве занималась балетом. С 14-летнего возраста начала заниматься футболом и мини-футболом в командах Новосибирска, тренер — Анна Нипрелова. Вызывалась в расширенный состав молодёжной сборной России.
В 2010 году переехала в Красноярск, где стала выступать за мини-футбольные команды «Сибирячка-КГПУ» и СФУ, а позднее в большом футболе за «Енисей». Победительница (2014), серебряный (2012, 2013, 2015, 2016) и бронзовый (2011) призёр первого дивизиона России. С 2017 года выступала в высшей лиге, дебютный матч сыграла 18 апреля 2017 года против «Россиянки». Всего за три сезона в высшей лиге сыграла 39 матчей. По окончании сезона 2019 года покинула «Енисей».
В 2021—2022 гг. играла в составе дебютанта высшей лиги «Рубин» (Казань). В августе 2023 года перешла в красноярский «Рассвет».
Бронзовый призёр футбольного турнира Европеады 2016 года.

## Личная жизнь
Сестра-близнец Анна тоже занимается футболом, играет на позиции нападающей.